# Maytenus durifolia
Maytenus durifolia är en benvedsväxtart som beskrevs av John Isaac Briquet. Maytenus durifolia ingår i släktet Maytenus och familjen Celastraceae. Inga underarter finns listade.